# Coenosia incisurata
Coenosia incisurata este o specie de muște din genul Coenosia, familia Muscidae, descrisă de Wulp în anul 1869. Conform Catalogue of Life specia Coenosia incisurata nu are subspecii cunoscute.